# شهرستان کوواسنا
شهرستان کوواسنا (به لاتین: Covasna County) یک județ در رومانی است که در رومانی واقع شده‌است.

## خصوصیات
شهرستان کوواسنا ۳٬۷۱۰ کیلومترمربع مساحت و ۲۲۲٬۴۴۹ نفر جمعیت دارد.